# Ellicott City
Ellicott City è un census-designated place nella Contea di Howard, della quale è considerata capoluogo, sita nello Stato del Maryland, negli Stati Uniti d'America. Nel 2010 contava una popolazione di quasi 76.000 abitanti.

## Storia
Fu fondata nel 1772 da tre fratelli quaccheri provenienti dalla contea di Bucks, in Pennsylvania, tutti e tre mugnai, i quali scelsero la località per la disponibilità che presentava di corsi d'acqua idonei ad azionare mulini. Essi si chiamavano John, Andrew e Joseph Ellicott e da loro la località prese il nome di Ellicott's Mills, divenendo presto il più grande agglomerato di attività molitoria della costa orientale degli Stati Uniti.